# Nom de ring
 (janvier 2024).
Si vous disposez d'ouvrages ou d'articles de référence ou si vous connaissez des sites web de qualité traitant du thème abordé ici, merci de compléter l'article en donnant les références utiles à sa vérifiabilité et en les liant à la section « Notes et références ».
Un nom de ring est un pseudonyme utilisé par exemple par les catcheurs, ou les boxeurs.

## Exemples (noms civils et noms de ring)
- Mark William Calaway (The Undertaker)
- Adam Joseph Copeland (Edge)
- Eduardo Gory Guerrero (Eddie Guerrero)
- Óscar Gutiérrez Rubio (Rey Mysterio)
- Paul Michael Levesque (Triple H)
- Glenn Thomas Jacobs (Kane)
- Terrence Gene Bollea (Hulk Hogan)
- Phillip Jack Brooks (CM Punk)
- Dwayne Douglas Johnson (The Rock)